# Киудуно
Киуду̀но (на италиански: Chiuduno; на ломбардски: Ciüdü, Чюдю) е градче и община в Северна Италия, провинция Бергамо, регион Ломбардия. Разположено е на 218 m надморска височина. Населението на общината е 5989 души (към 2017 г.).